# Тібі (Аліканте)
Тібі (валенс. Tibi, ісп. Tibi) — муніципалітет в Іспанії, у складі автономної спільноти Валенсія, у провінції Аліканте. Населення — 1731 особа (2022).
Муніципалітет розташований на відстані близько 340 км на південний схід від Мадрида, 22 км на північ від Аліканте.

## Демографія
Динаміка населення (INE ):

## Галерея зображень

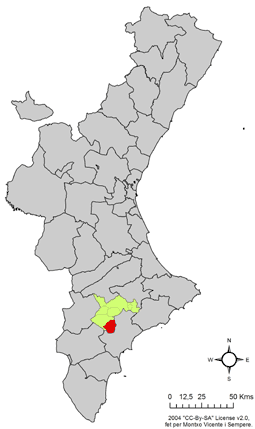
Розташування муніципалітету Тібі у автономній спільноті Валенсія
Розташування муніципалітету Тібі у комарці Кампо-де-Аліканте
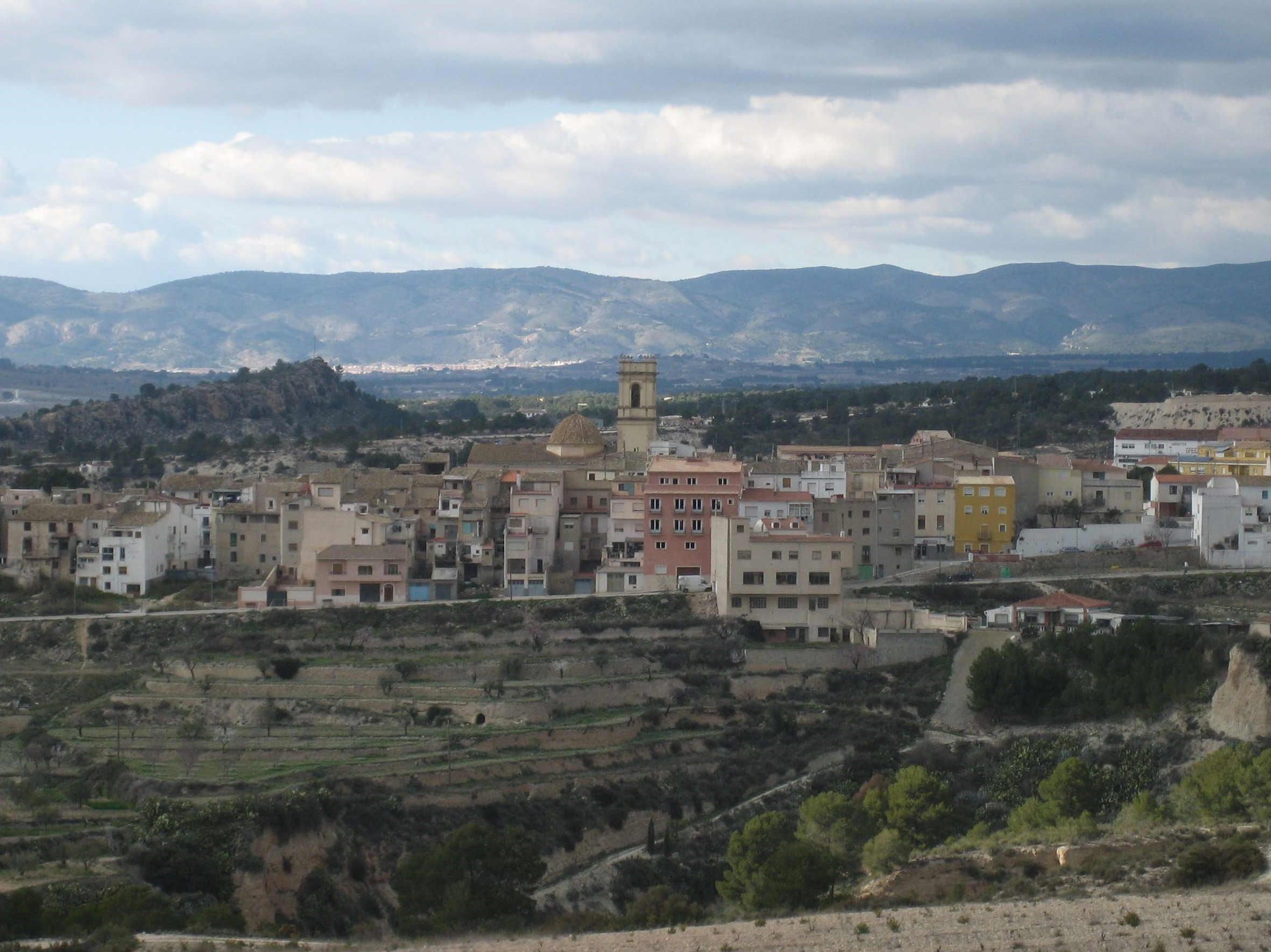
Тібі, вид з замку